# Hrastnik
Hrastnik és una ciutat i municipi de la regió de Zasavje, a Eslovènia. És sobretot coneguda per les seves mines de carbó (el dipòsit està situat sota Hrastnik i Trbovlje), i per la producció de vidre. Les muntanyes més properes són Kum (1220m), Mrzlica (1122m) i Kopitnik (910m). L'àrea del voltant de Kopitnik està protegida com a atracció turística natural. Els caçadors locals vigilen que les espècies no s'extingeixin. La ciutat té la seva pròpia llibreria i escola.
En el passat, moltes famílies treballaren a la indústria del vidre, carbó o química. Actualment encara hi ha part de la població que treballa en aquestes tres indústries, però alguns van també a treballar a les ciutats veïnes de Trbovlje o Zagorje.